# Bethy Lagardère
Bethy Lagardère (Belo Horizonte, 29 de março de 1949), é uma socialite e ex-modelo brasileira radicada na França. Nascida em Minas Gerais, Bethy fez carreira nas passarelas internacionais na década de 1970, e casou-se com o empresário francês Jean-Luc Lagardère — a quem conheceu após um desfile —, que foi um dos homens mais ricos da França (falecido em 2003). Após sua morte, ela tornou-se herdeira de um império empresarial, que inclui a montadora Matra e a editora Hachette, que publica, entre seus títulos, a Elle. A Hachette também dividia a publicação da Marie Claire francesa com a família Provoust, tendo a primeira 42% e a segunda 58% de propriedade sobre a revista. Em 2018, a Hachette vendeu sua parte para os Provoust.
Colecionadora de vestidos de alta costura, ela já fez parte da lista das mulheres mais chiques do mundo, elaborada pela revista Harper's Bazaar. Tendo sido a favorita do estilista Emanuel Ungaro, o mais festejado dos anos 1970. Bethy era tão famosa no circuito de moda francês quanto Gisele Bündchen é hoje mundo afora. Como empresária lançou uma cachaça que leva o seu nome. Atualmente é uma das principais acionistas da fabricante aeronáutica franco-alemã Airbus. 